# Luisa de Mendoza y Mendoza
Luisa de Mendoza y Mendoza (1582-Madrid, Corona de Castilla, 22 de abril de 1619) de la Casa de Mendoza, fue la vii condesa de Saldaña al ser la heredera del ducado del Infantado.

## Vida
Hija de Ana de Mendoza vi duquesa del Infantado y del tío de la última, Rodrigo de Mendoza, al ser nieto del iv duque del Infantado.

### Matrimonio e hijos
Casó con Diego Gómez de Sandoval de la Cerda (1587-1632), el segundo hijo del i duque de Lerma, Francisco de Sandoval y Rojas, caballerizo mayor del rey Felipe III, del Consejo de Estado, ministro de la Monarquía, comendador mayor de la Orden de Santiago. Diego de Sandoval utilizó el título de conde de Saldaña, en virtud de la merced de su mujer. 
El matrimonio tuvo dos hijos:
- Rodrigo Díaz de Vivar de Mendoza de Sandoval y Mendoza (1614-1657) vii duque del Infantado.
- Catalina Gómez de Sandoval y Mendoza (1616-1686), vi marquesa del Cenete y viii duquesa del Infantado.

Diego Gómez de Sandoval de la Cerda (1587-1632) se casó en segundas nupcias con Mariana Fernández de Córdoba Castilla Torres de Navarra y tuvo descendencia.
La hermana de Luisa de Mendoza, María López de Mendoza, se casó con García Álvarez de Toledo Osorio, III duque de Fernandina, después marqués de Villafranca.